# چسب چوب
چسب چوب به انگلیسی Wood glue یکی از انواع چسب‌های پایه‌آبی است که معمولاً برای اتصال قطعات چوبی، کاغذی و مقوایی مورد استفاده قرار می‌گیرد. این چسب عمدتاً از پلی وینیل استات (PVA) ساخته شده و به‌دلیل بی‌رنگ بودن پس از خشک شدن، در صنایع دستی و کارهای دقیق بسیار محبوب است.
از ابتدای قرن نوزدهم، چسب چوب جایگاه ویژه ای در اروپا پیدا کرد. از آن در جنگ جهانی اول و در ساخت کشتی، قطار، هواپیما و کامیون استفاده میشد .

## ویژگی‌ها
چسب چوب دارای حالت مایع و رنگ سفید است که پس از خشک شدن شفاف یا نیمه‌شفاف می‌شود. این چسب در دمای اتاق خشک می‌شود و معمولاً پس از ۳۰ دقیقه تا یک ساعت به چسبندگی اولیه می‌رسد. خشک شدن کامل آن ممکن است تا ۲۴ ساعت طول بکشد.

## کاربردها
- اتصال قطعات چوبی در نجاری
- استفاده در صنعت مبلمان
- ساخت ماکت‌های هنری
- استفاده در مدارس برای کارهای دستی
- چسباندن کاغذ، مقوا، پارچه، فوم و برخی پلاستیک‌ها [۴]

## مزایا
- بی‌بو و ایمن برای استفاده کودکان (در صورت غیرسمی بودن)
- قیمت مناسب و در دسترس بودن
- قابلیت پاک شدن آسان قبل از خشک شدن
- غیرقابل اشتعال[۳]

## معایب
- مقاومت پایین در برابر آب و رطوبت
- مناسب نبودن برای سطوح پلاستیکی سخت یا فلزات
- زمان خشک شدن نسبتاً بالا

## انواع چسب چوب
- چسب چوب معمولی (PVA): رایج‌ترین نوع مورد استفاده در مدارس و کارهای هنری.
- چسب چوب ضد آب (آب‌گریز شده): مناسب برای محیط‌های مرطوب و کاربردهای بیرونی.
- چسب چوب صنعتی: قدرت چسبندگی بالاتر و زمان خشک شدن کمتر برای مصارف حرفه‌ای. [۵]

## تفاوت با چسب‌های دیگر
چسب چوب با چسب‌های صنعتی چون اپوکسی، چسب حرارتی یا چسب قطره‌ای متفاوت است. برخلاف چسب‌های فوری، چسب چوب زمان بیشتری برای خشک شدن نیاز دارد اما امکان اصلاح موقعیت قطعات در زمان چسباندن را فراهم می‌کند.

## نگهداری
چسب چوب باید در ظرف دربسته و دور از نور مستقیم خورشید و یخ‌زدگی نگهداری شود. دمای ایده‌آل برای نگهداری آن بین ۵ تا ۳۰ درجه سلسیوس است.